# Обедзинский, Владимир Евгеньевич
Влади́мир Евге́ньевич Обедзи́нский (4 мая 1952, Новопетровская, Краснодарский край, СССР) — советский футболист, полузащитник (ранее — нападающий).

## Карьера

### Клубная
Футболом начал заниматься с 5-го класса в ДСШ ст. Павловской. В 1969 году, будучи в 10-м классе, вошёл в состав команды мастеров класса «Б» «Колос», в дебютном матче за которую отметился голом в ворота балаковского «Корда». Однако уже в том же году павловский коллектив был расформирован, поэтому в октябре отправился с молодёжной сборной РСФСР на сбор в Славянск-на-Кубани. После республиканского турнира в г. Ровеньки, Ворошиловградской обл. в 1970 м году, был приглашён в местную команду мастеров кл. «Б» «Авангард» и в конце того же сезона был зачислен в штат футбольной команды высшей лиги «Заря» Ворошиловград. В 1971 м году входил в состав молодёжной сборной СССР.
После окончания службы в СКА Ростов был приглашён в команду высшей лиги «Зенит» Ленинград, а в 1974 м году перешёл в «Кубань» Краснодар, где в период с 1974 по 1976 год провёл 98 матчей, в 1978 году играл за команду «Цемент» Новороссийск, в 1979—1980 м годах, играя на первенство КФК, стал чемпионом России в турнире «Золотой колос» В 1974 году, играя за «Кубань», провел в том сезоне 34 матча. В следующем розыгрыше провёл 30 игр и забил 5 мячей в ворота соперников. Сезон 1976 года стал последним для Владимира в «Кубани», в том году он сыграл в 34 матчах команды, в которых забил 2 гола. Кроме того, провёл за «Кубань» 1 матч в Кубке СССР.
В 1978 году играл за команду «Цемент» Новороссийск, а в 1979—1980 годах, играя на первенство КФК, стал чемпионом России в турнире «Золотой колос».
Затем играл за узбекский «Сохибкор».

### Тренерская
В 1989 году возглавил команду «Кооператор» (первое время выходил на поле в качестве играющего тренера), ставшую под его руководством чемпионом турнира «Футбол России», который проходил под руководством Федерации футбола РСФСР. Тренировал павловскую команду до 2000 года, после чего стал работать в местной ДЮСШ. В 2014 году снова руководил «Колосом». За время тренерской деятельности вырастил немало воспитанников кубанского футбола.